# Shawspeed Kit Cars
Shawspeed Kit Cars Limited (Eigenschreibweise ShawSpeed Kit Cars Limited) ist ein britisches Unternehmen im Bereich Automobile und ehemaliger Automobilhersteller.

## Unternehmensgeschichte
Jonathan Nicholas Sharples, der zuvor zusammen mit Lindsey Shaw Shawspeed betrieb, und Pauline Shaw gründeten am 22. Mai 2003 das Unternehmen in Thelwall bei Warrington in der Grafschaft Cheshire. Sie begannen mit der Produktion von Automobilen und Kits. Der Markenname lautete Shawspeed. 2006 endete die Produktion. Susan Rose Sharples ist seit 21. Mai 2009 Direktorin und löste Pauline Shaw ab, die am Tag zuvor ihren Direktorenposten aufgab. Im Bereich Fahrzeug- und Motorentuning ist das Unternehmen noch aktiv.
Insgesamt entstanden etwa 15 Fahrzeuge.

## Fahrzeuge
Im Angebot stand ein Modell, das dem Lotus Seven ähnelte. Die offene Karosserie bot Platz für zwei Personen. Den SK 1.6 trieb ein Vierzylindermotor von Ford mit 1600 cm³ Hubraum an. Der SK 2.0 hatte einen Ford-Duratec-Motor mit 2 Liter Hubraum. Im SBK kamen verschiedene Motorradmotoren zum Einsatz.